# José Ferrer
José Ferrer, fullständigt namn José Vicente Ferrer de Otero y Cintrón, född 8 januari 1912 i San Juan i Puerto Rico, död 26 januari 1992 i Coral Gables i Florida, var en puertoricansk-amerikansk skådespelare, regissör, manusförfattare och kompositör.

## Biografi
Ferrer kom till USA redan som barn. Han utbildade sig till arkitekt vid Princeton University, men övergav planerna på att utöva detta yrke och satsade istället på en karriär som skådespelare. Han började sin skådespelarkarriär på små provinsteatrar, arbetade sig stadigt uppåt och fick sitt genombrott på Broadway 1935. Där gjorde han succé i pjäser som Charleys tant (1940) och spelade Jago i Shakespeares Othello (1942).
Han började regissera pjäser på Broadway och var högt respekterad när han fick sitt genombrott på filmduken 1948 som kronprinsen i Jeanne d'Arc.
Ferrer kom att bli en mästare på excentriska rollfigurer, som till exempel titelrollen i Cyrano de Bergerac - värjans mästare 1950, för vilken han belönades med en Oscar. En annan berömd rolltolkning är den som konstnären Henri de Toulouse-Lautrec i Målaren på Moulin Rouge 1952; för att kunna porträttera den berömde konstnären, som var endast 1,35 m lång, tvangs han gå på knäna med benen uppbundna.

### Privatliv
Ferrer var gift fyra gånger: 1938–1948 med Uta Hagen, 1948–1953 med Phyllis Hill, 1953–1961 och 1964–1967 med Rosemary Clooney och från 1977 med Stella Magee. I det tredje äktenskapet föddes fem barn, bland annat sonen Miguel Ferrer, även han skådespelare.

## Filmografi i urval
- 1948 – Jeanne d'Arc
- 1950 – Operation X
- 1950 – Cyrano de Bergerac - värjans mästare
- 1952 – Målaren på Moulin Rouge
- 1954 – Miss Sadie Thompson
- 1954 – Myteriet på Caine
- 1954 – Av hela mitt hjärta
- 1958 – Jag anklagar (även regi)
- 1958 – Kärleken - ett dyrbart nöje
- 1961 – Skandal i Peyton Place
- 1962 – Lawrence av Arabien
- 1963 – Nio timmar till Rama
- 1965 – Narrskeppet
- 1965 – Mannen från Nasaret
- 1976 – De fördömdas resa
- 1977 – Järnmaskens hemlighet
- 1977 – Fedora
- 1978 – Katastrofplats Houston
- 1980 – The Big Brawl
- 1982 – En midsommarnatts sexkomedi
- 1983 – Den djävulska hämnden
- 1983 – Det våras för Hamlet
- 1984 – Dune
- 1987 – Heja Houdini!

## Teater

### Roller
| År   | Roll        | Produktion                                                  | Regi         | Teater                             |
| ---- | ----------- | ----------------------------------------------------------- | ------------ | ---------------------------------- |
| 1966 | Don Quijote | Man of La Mancha Dale Wasserman, Mitch Leigh och Joe Darion | Albert Marre | Martin Beck Theatre, New York, USA |